# Битва при Арнемёйдене
Битва при Арнемёйдене — первое морское сражение Столетней войны, которое произошло 23 сентября 1338 года, а также первый европейский морской бой с использованием артиллерии — английский корабль Христофор имел три пушки.

## Сражение
Сражение развернулось между огромным французским флотом под командованием адмиралов Юго Кирье и Николя Бегюше против небольшой английской эскадры из пяти каракк, транспортировавших груз шерсти в Антверпен, где Эдуард III рассчитывал продать его, чтобы иметь возможность заплатить своим союзникам. Бой произошел около Арнемёйдена, порта острова Валхерен (в настоящее время в Нидерландах, но на тот момент — часть графства Фландрия, формально часть Франции). Несмотря на превосходство французов в численности и вооружении, английские корабли мужественно сражались, особенно проявил себя «Христофор» под командованием Джона Кингстона, командира эскадры. Кингстон был вынужден сдать свои корабли, исчерпав все средства защиты.
Французы захватили богатый груз и приняли захваченные каракки в свой флот и казнили всех английских пленных, в том числе Кингстона.